# Mustafa Çakmak
Mustafa Avcioğlu-Çakmak (ur. 19 grudnia 1909 w Sivasie, zm. 30 listopada 2009 w Stambule) – turecki zapaśnik walczący w obu stylach. Dwukrotny olimpijczyk. Zajął ósme miejsce w Berlinie 1936 i Londynie 1948, w stylu klasycznym i odpadł w eliminacjach w 1936 w stylu wolnym. Walczył w kategorii do 87 kg.
Wicemistrz Europy w 1939 i 1947 roku.